# Stenotrophobacter namibiensis
Stenotrophobacter namibiensis es una bacteria gramnegativa del género Stenotrophobacter. Fue descrita en el año 2016. Su etimología hace referencia a Namibia. Es aerobia e inmóvil. Tiene un tamaño de 0,4-0,6 μm de ancho por 0,9-2,3 μm de largo. Crece de forma individual o en parejas. Catalasa positiva y oxidasa negativa. Forma colonias brillantes, circulares, de color rosa y con márgenes regulares. Temperatura de crecimiento entre 20-37 °C, óptima de 34-37 °C. Tiene un tiempo de duplicación de 13,8 horas. Tiene un contenido de G+C de 57,3%. Se ha aislado de suelo de bosque en Mashare, Namibia. 